# Середній Бугзас
Середній Бугза́с (рос. Средний Бугзас) — селище у складі Таштагольського району Кемеровської області, Росія. Входить до складу Усть-Кабирзинського сільського поселення.
Стара назва — Повзас.

## Населення
Населення — 12 осіб (2010; 16 у 2002).
Національний склад (станом на 2002 рік):
- шорці — 88 %